# Sagartiogeton californicus
Sagartiogeton californicus är en havsanemonart som först beskrevs av Oscar Henrik Carlgren 1940.  Sagartiogeton californicus ingår i släktet Sagartiogeton och familjen Sagartiidae. Inga underarter finns listade i Catalogue of Life.